# Namiestnicy monasteru św. Onufrego w Jabłecznej

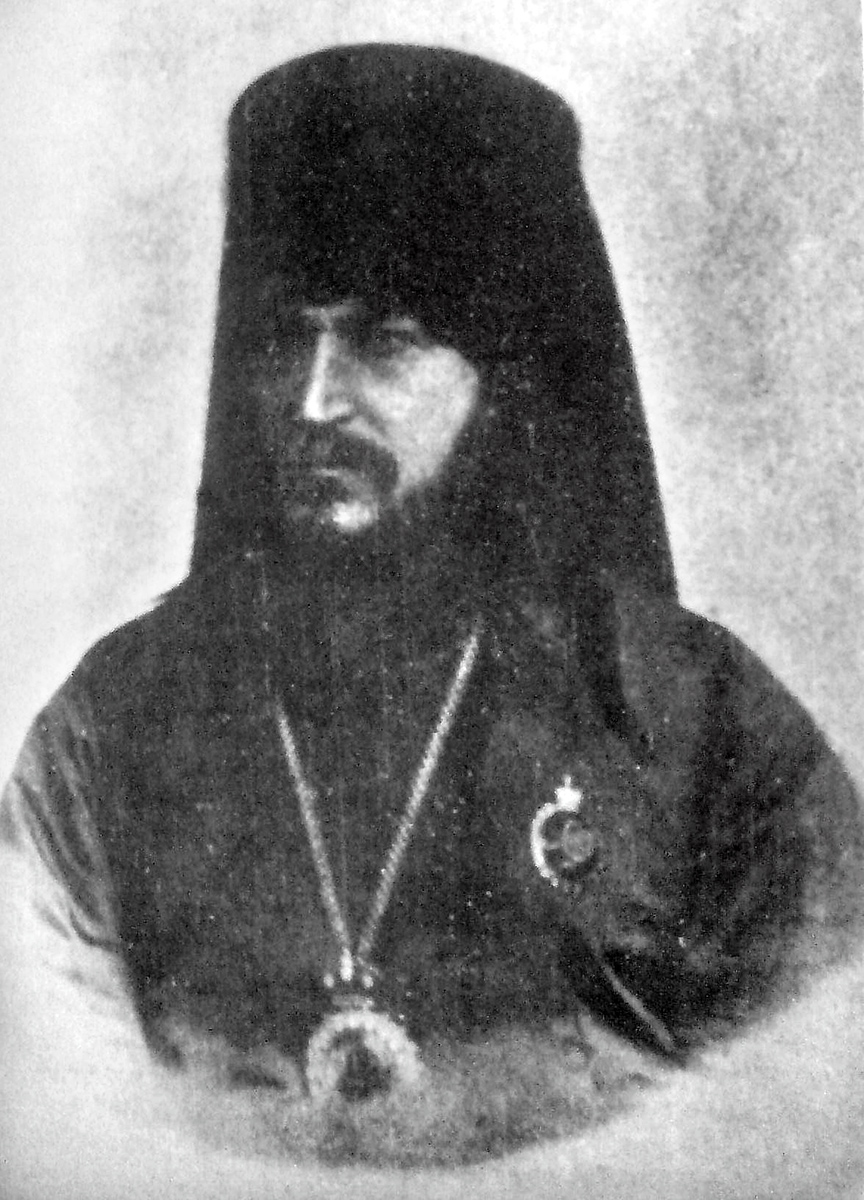
German (Iwanow), przełożony wspólnoty w latach 1897–1903

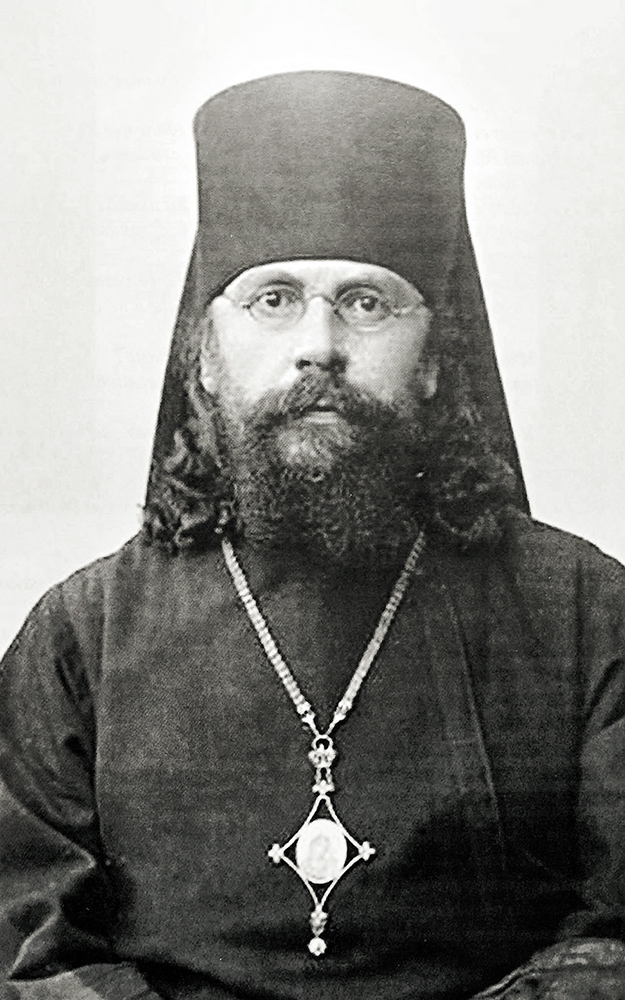
Serafin (Ostroumow), przełożony w latach 1907–1914

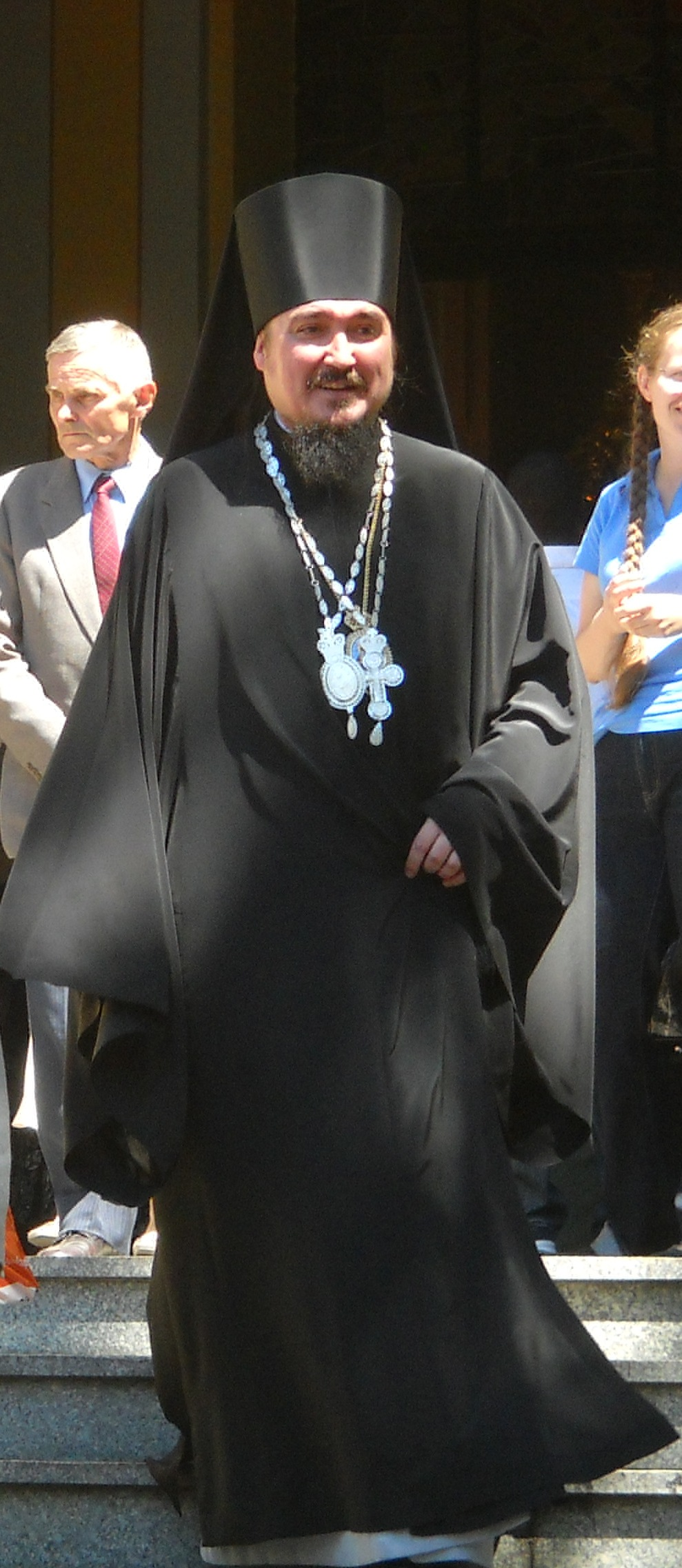
Jerzy (Pańkowski), przełożony w latach 1999–2007

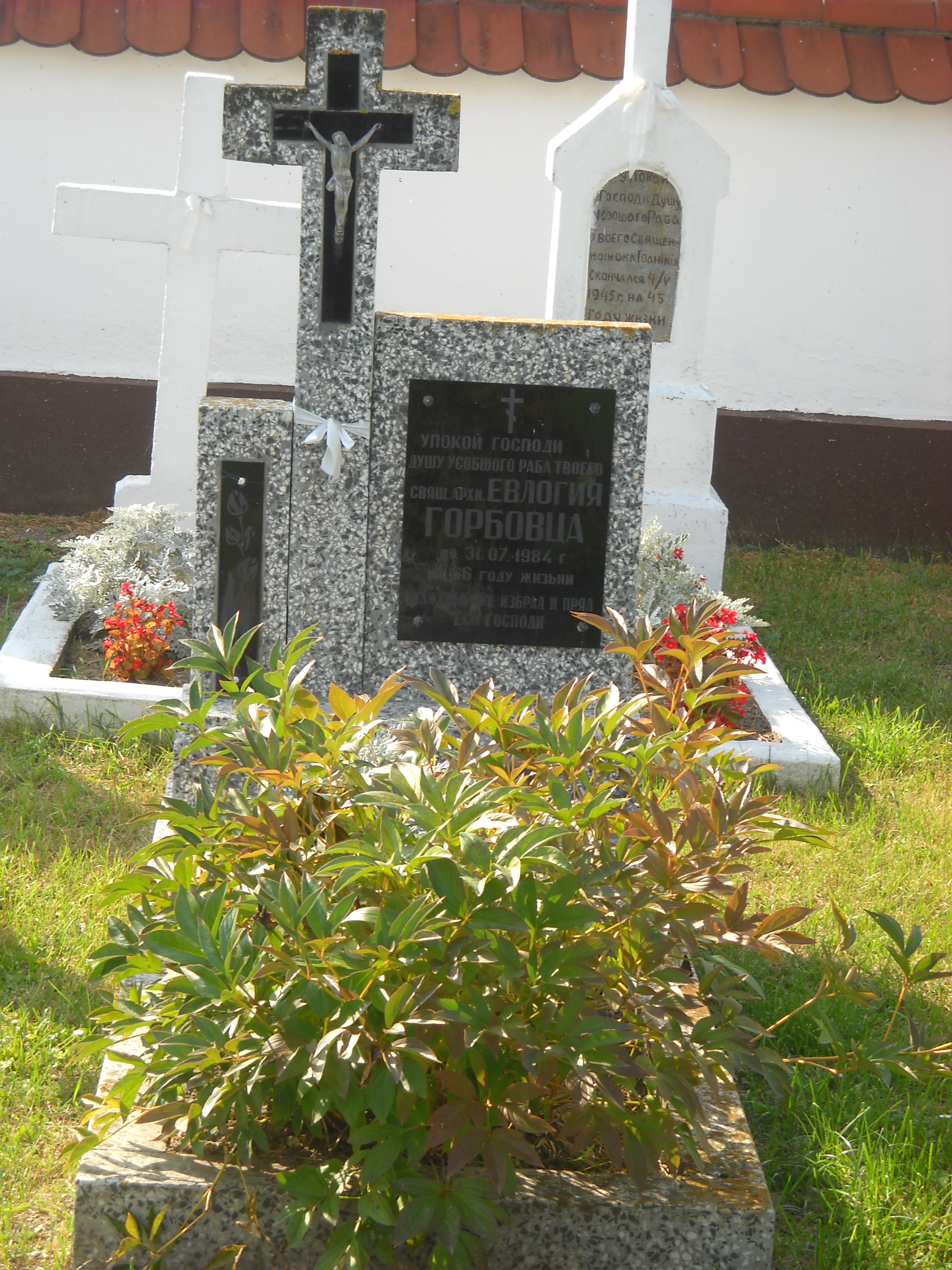
Groby przełożonych monasteru na cmentarzu mnichów na dziedzińcu klasztoru w Jabłecznej

Lista namiestników monasteru św. Onufrego w Jabłecznej:
- 1527 – ihumen Cyryl (Mancewicz)
- 1591–1595 – ihumen Kasjan
- 1621–1633 – biskup chełmski Paisjusz (Czerkawski) (lub Czerchowski)
- ok. 1640–1677 – ihumen Makary (Korniłowicz)
- 1677 – ok. 1694 – ihumen Rafael (Ilaszewicz)
- ok. 1694 – ok. 1727 – ihumen Gabriel (Rajkowski)
- ok. 1727 – ok. 1737 – ihumen Sylwester (Wysocki)
- ok. 1737 – 1746 – ihumen Laurenty (Korniłowicz-Cholawa)
- 2 maja 1747 – 2 lipca 1747 – ihumen Jonasz (Wasilewski)
- 1747–1750 – ihumen Spirydon (Filipowicz-Hryniewiecki)
- 1750–1751 – ihumen Cyryl
- 1751–1752 – ihumen Antoni (Kamienski) (równolegle ihumen monasteru w Drohiczynie)
- luty 1752 – październik 1752 – ihumen Cyryl (ponownie)
- 1753–1768 – ihumen Kasjan (Arawski)
- 1768–1770 – ihumen Mojżesz (Nesterowicz)
- 1770 – hieromnich Jan, z Kijowa
- 1770–1775 – ihumen Spirydon (Filipowicz-Hryniewiecki), ponownie, równolegle ihumen monasteru św. Szymona w Brześciu
- 1775–1785 – ihumen Kasjan (Arawski), ponownie
- 1785–1798 – ihumen Guriasz (Hryhorowicz)
- 1798–1803 – ihumen Sofroniusz (Nowomlinski)
- 1803–1809 – ihumen Eugeniusz (Pawłowicz)
- 1809–1832 – ihumen Józef (Maksymowicz-Moraczewicz)
- 1832 – ok. 1853 – archimandryta Joannicjusz (Mosakowski)
- 1853–1858 – archimandryta Sergiusz
- 1858–1877 – archimandryta Anastazy (Gołdariewski)
- 1877–1887 – archimandryta Narcyz (Silwiestrow)
- 1887–1896 – archimandryta Joannicjusz
- 1896–1897 – hieromnich Jakub
- 1897–1903 – biskup lubelski German (Iwanow)
- 1903–1906 – archimandryta Arkadiusz (Wielmożyn)
- 1906–1907 – archimandryta Józef (Pietrowych)
- 1907–1914 – archimandryta Serafin (Ostroumow)
- 1914–1922 – archimandryta, następnie biskup bielski Sergiusz (Korolow)
- 1922–1923 – hieromnich Nifont (Niedźwiedź) (Miedwied, Miedwiediew)
- 6 marca 1923 – 1 września 1923 – biskup Antoni (Marcenko)
- 1 września 1923 – 30 sierpnia 1924 – p.o. mnich Gorgoniusz (Mielnik)
- 4 września 1924 – 1 października 1924 (?) – p.o. mnich Patroklos (Mazurenko)
- 1 października 1924 – 23 listopada 1924 – mnich Herman
- ? –1925 – p.o. mnich Bazyli
- 27 lutego 1925 – 1927 – mnich Nikita (Denisienko)
- 1927–1932 – archimandryta Aleksy (Ostaszewski)
- 1932–1934 – archimandryta Ignacy (Ozierow), namiestnik
- 1932–1937 – biskup Sawa (Sowietow), zwierzchnik tytularny
- 1937–1940 – archimandryta Mitrofan (Gutowski)
- 1940–1946 – biskup Tymoteusz (Szretter), zwierzchnik tytularny
- 1942–1946 – archimandryta Krzysztof (Kość)
- 1946–1947 – metropolita Dionizy (Waledyński), zwierzchnik tytularny
- 1946–1947 – p.o. ks. Mikołaj Smolski
- 1947–1952 – biskup Michał (Kiedrow)
- 1952–1954 – p.o. mnich Dymitr (Marcinkowski)
- 1954–1955 – p.o. mnich Dorymedont (Smyk)
- 1955–1970 – archimandryta Eulogiusz (Horbowiec)
- 1970–1979 – archimandryta Sawa (Hrycuniak)
- 1979–1984 – hieromnich Miron (Chodakowski)
- 1986–1987 – archimandryta Nikon (Potapczuk)
- 1987–1989 – archimandryta Abel (Popławski)
- 1989–1990 – ihumen Warsonofiusz (Doroszkiewicz)
- 1990–1996 – ihumen Rafael (Żuk)
- 1996–1999 – ihumen Paisjusz (Martyniuk)
- 1999–2007 – archimandryta Jerzy (Pańkowski)[1]
- 2007–2017 – archimandryta Atanazy (Nos)[1]
- 2017 –2019 – p.o. ihumen Makary (Hrynaszkiewicz)[1]
- od 2019 – hieromnich, później ihumen, następnie archimandryta[2] Piotr (Dawidziuk)[1][3]